# Edmund Sharpe
Edmund Sharpe (31 de octubre de 1809 – 8 de mayo de 1877) fue un arquitecto inglés, historiador arquitectónico, ingeniero de ferrocarril, y reformista sanitario.  Nacido en Knutsford, Cheshire, fue educado primero por sus padres, luego en escuelas locales y posteriormente en Runcorn, Greenwich y Sedbergh. Luego de su graduación en la Universidad  de Cambridge, le fue otorgada una beca ambulante, habilitándolo para estudiar arquitectura en Alemania y el sur de Francia. En 1835 se estableció en Lancaster, trabajando inicialmente por cuenta propia en un estudio de arquitectura.  En 1845 integra una sociedad con uno de sus alumnos, Edward Paley.  El foco principal de Sharpe eran las iglesias, y fue un pionero en el uso de la terracota como material estructural en la construcción de éstas, diseño qué fuera conocido como iglesias de "tarro", la primera de las cuales fue St Stephen y la Iglesia de Todos los Mártires, Puente de Palanca.
Él también diseñó edificios seculares, incluyendo escuelas y edificios residenciales, y trabajó en el desarrollo de ferrocarriles en el noroeste de Inglaterra, diseñando puentes y planeando nuevas líneas.  En 1851 dimita de suarquitectura práctica, y en 1856 se va de Lancaster, pasando el resto de su carrera principalmente como ingeniero de ferrocarril, primero en Gales del Norte, luego en Suiza y el sur de Francia.  Sharpe regresó a Inglaterra en 1866 para vivir en Scotforth cerca de Lancaster, donde diseñó al final una iglesia cercana a su casa.
Mientras trabajaba en su arquitectura práctica, Sharpe estuvo implicado en asuntos cívicos en Lancaster.  Fue elegido como concejal de la ciudad y se desempeñó como alcalde en 1848–49.  Preocupado sobre el pobre suministro de agua y el estado sanitario de la ciudad,  defendió la construcción de nuevas alcantarillas y obras hídricas.  Fue un músico talentoso, y participó en lo artístico, literario, y actividades científicas en la ciudad. También fue un deportista consumado,  tome activa participación en la arquería, remo y cricket.
Sharpe consiguió renombre nacional como un historiador arquitectónico.  Publicó libros de dibujos arquitectónicos detallados, escribió un sinnúmero de artículos de arquitectura, ingenió un esquema para la clasificación de estilos arquitectónicos góticos ingleses, y en 1875 fue galardonado con la Medalla de Oro Real del Instituto Real de Arquitectos Británicos. Fue crítico de muchas de las restauraciones de iglesias medievales que se habían convertido en la tarea más importante de los arquitectos contemporáneos. Hacia el fin de su carrera Sharpe organizó expediciones para estudiar y dibujar edificios en Inglaterra y Francia. Durante una expedición a Italia en 1877, enfermó y murió.  Su cuerpo fue llevado a Lancaster, donde fue enterrado.  El legado de Sharpe consta de aproximadamente 40 iglesias existentes; características de ferrocarril, incluyendo la Línea del Valle Conwy y puentes en lo que es ahora la sección de la Línea Principal de la Costa Oeste de Lancashire; y su archivo de libros arquitectónicos, artículos y dibujos.